# علیرضا بناهیان
علي رضا بناهیان (أيضا عليرضا بناهیان، (بالفارسية: علیرضا پناهیان) ؛ ولد 1965 طهران) مؤثرة الإيراني الشيعي باحث ومسؤول. إنه حجة الإسلام ورئيس «مركز أبحاث الجامعات» التابع للمرشد الأعلى الإيراني علي خامنئي. في عام 2011، كان من بين «70 من كبار المسؤولين» في الجمهورية الإسلامية الذين أسسوا «منظمة عمار» أو «مقر عمار». هو دعوة إلى «محاكمة» المرشحين الرئاسيين السابقين وقادة الاحتجاجات في الحركة الخضراء الإيرانية. مير حسين موسوي ومهدي كروبي. 

## الآراء
يعتقد أن مسيرة الأربعين مهمة جدا ومناورة للتحضير لمساعدة المهدي.
و يعتقد أن التدين يجب أن يكون مصحوبًا بالعاطفة الداخلية والسعادة.
كما يلقي محاضرات مكثفة حول نهاية العالم والمهدي وأسرة وتربية الأولاد وسیاسة ونشر المذهب الشيعي.